# Districtul Phrom Khiri
Phrom Khiri (în thailandeză พรหมคีรี) este un district (Amphoe) din provincia Nakhon Si Thammarat, Thailanda, cu o populație de 36.906 locuitori și o suprafață de 321,50 km².

## Componență
Districtul este subdivizat în 5 subdistricte (tambon), care sunt subdivizate în 39 de sate (muban).
| Nr. | Nume       | În thailandeză | Sate | Locuitori |  |
| 1.  | Phrommalok | พรหมโลก        | 8    | 8,697     |  |
| 2.  | Ban Ko     | บ้านเกาะ        | 7    | 4,856     |  |
| 3.  | In Khiri   | อินคีรี           | 7    | 5,579     |  |
| 4.  | Thon Hong  | ทอนหงส์         | 9    | 10,977    |  |
| 5.  | Na Riang   | นาเรียง         | 8    | 5,506     |  |

|| 
|}